# Artem Chigvintsev
 (août 2016).
Si vous disposez d'ouvrages ou d'articles de référence ou si vous connaissez des sites web de qualité traitant du thème abordé ici, merci de compléter l'article en donnant les références utiles à sa vérifiabilité et en les liant à la section « Notes et références ».
Artem Chigvintsev (en russe : Артём Влади́мирович Чи́гвинцев, transcription française : Artiom Vladimirovitch Tchigvintsev), né le 12 juin 1982 à Ijevsk en Russie, est un danseur professionnel russo-américain, spécialisé dans la danse latine.

## Carrière
En 2009, il apparaît dans la vidéo de Hush Hush des Pussycat Dolls où il danse avec Nicole Scherzinger.
En 2011, Chigvintsev joue le rôle principal de la chorégraphie CBeebies, Christmas Pantomime, Cinderella. (Cendrillon)
Chigvintsev apparaît également dans un épisode de la série télévisée Newport Beach et dans le film I Now Pronounce You Chuck and Larry.
Lors de la saison 8 de Strictly Come Dancing, il remporte la compétition avec l'actrice Kara Tointon. 
Il a aussi participé plusieurs fois sur Dancing with the Stars aux États-Unis.
En 2018 il devient mentor de Dancing with the Stars Juniors.
En 2019 il est candidat de la deuxième saison de Celebs on the Farm.
Il apparaît dans Total Bellas (saison 5)

## Vie privée
En 2004, à l'âge de 22 ans, Artem Chigvintsev épouse la danseuse de salon américaine Giselle Peacock. Ils divorceront un an plus tard. De 2006 à 2010, il vit en couple avec l'actrice et danseuse américaine Carrie Ann Inaba, de quatorze ans son aînée. En octobre 2014, il se sépare de l'actrice britannique Kara Tointon, sa compagne depuis 2010. D'avril 2016 à mai 2017, il est en couple avec l'actrice américaine Torrey DeVitto.
Depuis mars 2019, il partage la vie de l'ancienne superstar de la World Wrestling Entertainment, Nikki Bella. Ils se fiancent en novembre 2019, puis se marient le 26 août 2022. Ils ont un fils, Matteo Artemovich Chigvintsev, né le 31 juillet 2020.